# Dmytro Tabacznyk
Dmytro Wołodymyrowycz Tabacznyk, ukr. Дмитро Володимирович Табачник (ur. 26 listopada 1963 w Kijowie) – ukraiński polityk i historyk, profesor, deputowany, wicepremier oraz minister.

## Życiorys
Z wykształcenia historyk. Absolwent Kijowskiego Uniwersytetu Narodowego im. Tarasa Szewczenki (1986) oraz studiów podyplomowych w instytucie historii Akademii Nauk Ukraińskiej SRR. W 1991 złożył dysertację kandydacką, w 1995 doktoryzował się, a w 1997 został profesorem. Początkowo pracował w jednym z archiwów, później związany zawodowo z Narodową Akademią Nauk Ukrainy. Autor i współautor licznych prac naukowych.
W latach 1990–1994 zasiadał w radzie miejskiej Kijowa. Na początku lat 90. pracował w sekretariacie ukraińskiego parlamentu, później kierował służbą prasową rządu, był też pierwszym zastępcą przewodniczącego państwowego komitetu do spraw prasy i wydawnictw. W 1994 kierował kampanią prezydencką Łeonida Kuczmy, był następnie szefem Administracji Prezydenta Ukrainy (do 1996). Pełnił później funkcję doradcy prezydenta. W latach 1999–2005 był jednym z liderów oligarchicznej, kontrolowanej przez Wiktora Pinczuka partii Trudowa Ukrajina, która uległa całkowitej marginalizacji po pomarańczowej rewolucji. Od 2006 należał do liderów Partii Regionów. Publicznie prezentuje poglądy prorosyjskie i antyzachodnie.
W 1998 i 2002 uzyskiwał mandat deputowanego do Rady Najwyższej. Od listopada 2002 do lutego 2005 pełnił funkcję wicepremiera w pierwszym rządzie Wiktora Janukowycza. Ponownie zajmował to stanowisko od sierpnia 2006 do grudnia 2007 w drugim gabinecie tego premiera. W 2007 i 2012 po raz kolejny był wybierany do parlamentu. W 2006 został wybrany deputowanym do Rady Najwyższej Autonomicznej Republiki Krymu. 11 marca 2010 po raz kolejny wszedł w skład rządu jako minister edukacji i nauki w gabinecie Mykoły Azarowa. W drugim rządzie tego premiera 24 grudnia 2012 został dodatkowo ministrem młodzieży i sportu, sprawował ten urząd do 23 lutego 2014.
W trakcie rosyjskiej inwazji na Ukrainę z 2022 został objęty postępowaniem karnym dotyczącym zdrady stanu, dokonano wówczas zabezpieczenia jego majątku. W 2023 odebrano mu ukraińskie obywatelstwo.

## Odznaczenia
- Order Księcia Jarosława Mądrego IV[4] i V stopnia[5] (pozbawiony w 2024)[6][7]
- Order Bohdana Chmielnickiego III stopnia[8] (pozbawiony w 2024)[6][7]
- Krzyż Wielki Orderu Zasługi Republiki Włoskiej[9]
- Krzyż Wielki Komandorski Orderu Wielkiego Księcia Giedymina[10]